# Emilio Damián Martínez Pretel
Emilio Damián Martínez Pretel, más conocido como Emilio Martínez (nacido el 26 de septiembre de 1998 en Murcia, Región de Murcia) es un jugador de baloncesto español que actualmente pertenece a la plantilla del Club Bàsquet Salou de la Liga LEB Plata. Con 1.83 de estatura, su puesto natural en la cancha es el de base. 

## Trayectoria
Comenzó su carrera las categorías inferiores del CB Murcia, llegó a muy temprana edad, cuando tenía solo 8 años.
Durante la temporada 2017-18, forma parte de la plantilla del UCAM Murcia de la liga EBA. En Liga EBA jugó una media de 30 minutos por partido, en los que anotó 11,3 puntos y repartió 4,1 asistencias.  Además, disputa un partido en Liga Endesa en el choque frente al San Pablo Burgos con victoria, aunque la participación de Martínez fue prácticamente testimonial, pues estuvo en la pista los cinco últimos segundos del tercer cuarto, cuando entró en ella en sustitución del capitán José Ángel Antelo. También participó en 2 partidos en la Basketball Champions League.
En agosto de 2018, el base renueva por tres temporadas con el conjunto murciano y forma parte de la primera plantilla para disputar la temporada 2018-19.
En la temporada 2018-2019, fue cedido al conjunto Igualatorio Cantabria Estela, con que lograría la 4ª posición de la liga regular en el Grupo Oeste en Liga LEB Plata.
En la temporada 2019-20, forma parte de la plantilla de Zornotza Saskibaloi Taldea de Liga LEB Plata.
En agosto de 2020, el jugador regresa a la Región de Murcia para jugar en el Club Baloncesto Jairis, recién ascendido a la Liga LEB Plata.
En agosto de 2021, firma por el Club Bàsquet Valls de la Liga EBA.
El 13 de julio de 2022, firma por el FC Cartagena CB de la Liga LEB Plata.
El 13 de agosto de 2023, firma por el Club Bàsquet Salou de la Liga LEB Plata.